# لوسيل سوان
لوسيل سوان (بالإنجليزية: Lucile Swan)‏ هي نحّاتة وفنانة أمريكية، ولدت في 10 مايو 1890 في سيوكس سيتي في الولايات المتحدة، وتوفيت في 2 مايو 1965 في نيويورك في الولايات المتحدة.